# Franz von Brühl

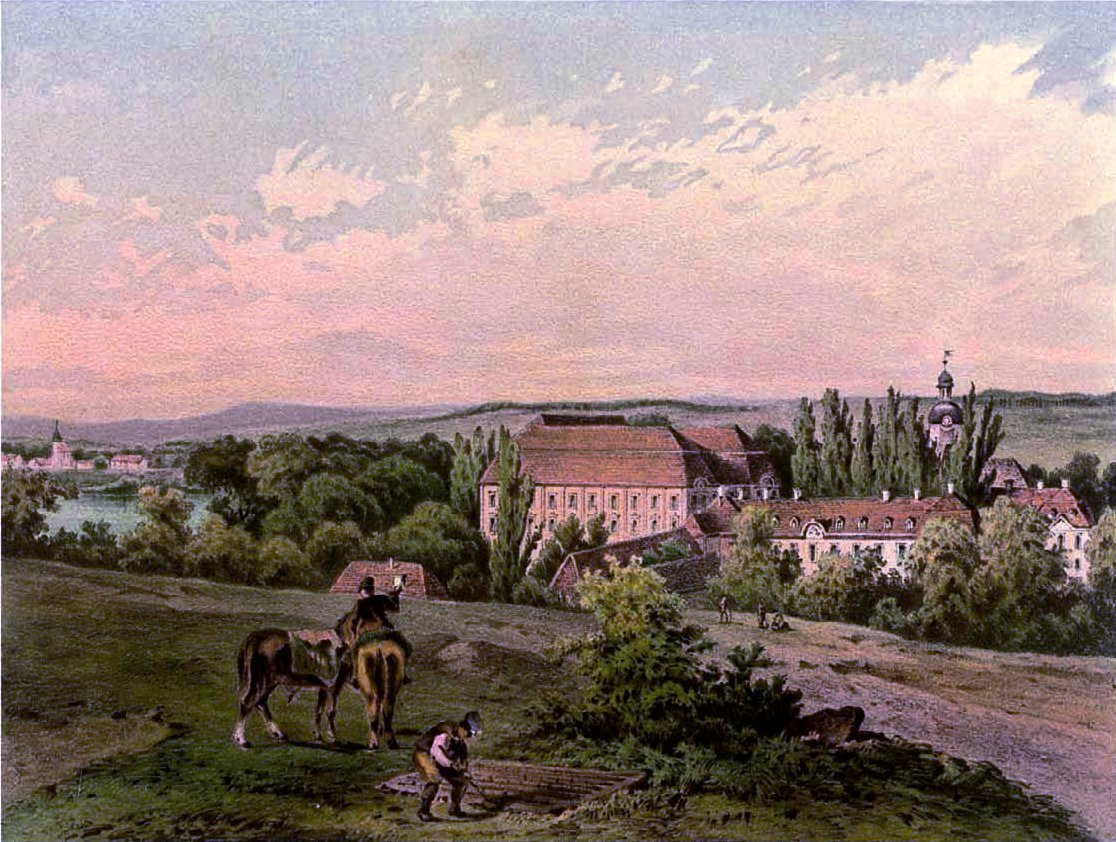
Schloss Pförten (um 1860)

Franz Graf von Brühl (* 18. November 1852 auf Schloss Pförten, Kreis Sorau; † 10. Januar 1928 in Freiburg im Breisgau) war ein deutscher Verwaltungsjurist.

## Leben
Franz war ein Sohn des Friedrich Stephan von Brühl (1819–1893) und dessen Ehefrau Paula, geborene Gräfin von Spee (1826–1889). Er hatte noch elf Geschwister, darunter Friedrich-Franz (1848–1911), Johannes Mauritius (1849–1911), preußischer Generalleutnant; Ferdinand (1851–1911), preußischer Generalmajor sowie Alfred (1862–1922), Maler und Kunstakademiedirektor.
Nach dem Abitur am Görres-Gymnasium in Düsseldorf studierte Brühl von 1872 bis 1875 Rechtswissenschaften in Bonn, Straßburg, Leipzig und Berlin. Nach dem Ersten Staatsexamen trat er 1875 in den Justizdienst des  Königreichs Preußen und war als Referendar an mehreren Gerichts- und Verwaltungsbehörden. Zwischenzeitlich war er Einjährig-Freiwilliger.
Nach dem Zweiten Examen kam er 1882 als  Gerichtsassessor an das Amtsgericht in Forst (Lausitz). Ab 1883 leitete er (zunächst kommissarisch) das Oberamt Gammertingen. 1885 wurde er zunächst wieder kommissarisch zum  Landrat des  Kreises Daun im Regierungsbezirk Trier berufen. 1889 wurde er Landrat des  Kreises Koblenz und zugleich  Polizeidirektor der Stadt Koblenz. 1896 kehrte er als  Verwaltungsgerichtsdirektor und stellvertretender Regierungspräsident nach  Sigmaringen zurück. Über 20 Jahre und den  Ersten Weltkrieg, von 1899 bis 1919, war er  Regierungspräsident der  Hohenzollernschen Lande. Seinen Ruhestand verbrachte er in Freiburg.

## Familie
Am 10. November 1897 heiratete Franz auf Schloss Moos bei Lindau Aloysia Gräfin von Quadt-Wykradt-Isny (* 17. Juni 1869; † 5. November 1952). Aus der Ehe gingen folgende Kinder hervor.
- Friedrich (1898–1914), gefallen
- Joseph (1900–1929)
- Anna (1902–1988)
- Elisabeth (1905–1993)
- Maria (1908–1931)
- Heinrich (1912–1942), gefallen

## Ehrungen
- Eisernes Kreuz II. Klasse (1917)
- Roter Adlerorden II. Klasse mit Eichenlaub (1905)
- Ehrenkreuz I. Klasse des Fürstlichen Hausordens von Hohenzollern (1910)
- Stern zum Königlicher Kronen-Orden (Preußen) II. Klasse (1918)